# Opladen
Opladen è una frazione di un distretto urbano (lo Stadtbezirk II) della città tedesca di Leverkusen. Fino al 31/12/1974 è stato capoluogo del circondario del Reno-Wupper, nel distretto governativo di Düsseldorf; dal 1º gennaio 1975 Opladen è stata annessa alla città extracircondariale di Leverkusen.
 La popolazione attuale è di circa 23.000 abitanti, 47.000 se si includono i quartieri Quettingen e Lützenkirchen. 
Dal 3 agosto 2015 è stata reintrodotta dopo più di 40 anni la sigla automobilistica "OP" come opzionale.

## Storia
La prima attestazione risale al 1209, quando in un documento si menziona l'insediamento "Quettigheim", in seguito "Uphoven". Il nome Opladen deriverebbe da Upladhin: nel dialetto belga-vestfalico up significa "in alto" e slade "valle". Nel Medioevo Opladen era un comune autonomo. Opladen e Bergisch Neukirchen vengono citate in un documento pontificio di papa Onorio III datato 9 agosto 1223, tra le proprietà e i privilegi di San Gereone di Colonia. Prima di passare alla Prussia, Opladen appartenne al Granducato di Berg. Nel 1858 la città divenne un distretto urbano e nel 1914 fu annessa a Solingen. Leverkusen e Lützenkirchen furono a loro volta fuse con Opladen nel 1930.

### Il ponte sul Wupper
Il ponte sul fiume Wupper è stato di grande importanza per lo sviluppo della città, ubicata lungo la strada nazionale B8. In origine era un ponte di legno, già citato nel 1307; nel 1732 venne sostituito da una struttura in pietra con volta. In concomitanza con la realizzazione della linea tranviaria, nel 1908 fu costruito un ponte di ferro che non venne distrutto dai nazisti durante la seconda guerra mondiale, motivo per il quale la guardia dell'infrastruttura fu giustiziata per sabotaggio. L'attuale ponte in acciaio è stato ultimato e inaugurato nel 1979; all'ingresso è visibile una statua in bronzo restaurata di Giovanni Nepomuceno (1746).

## Archeologia industriale

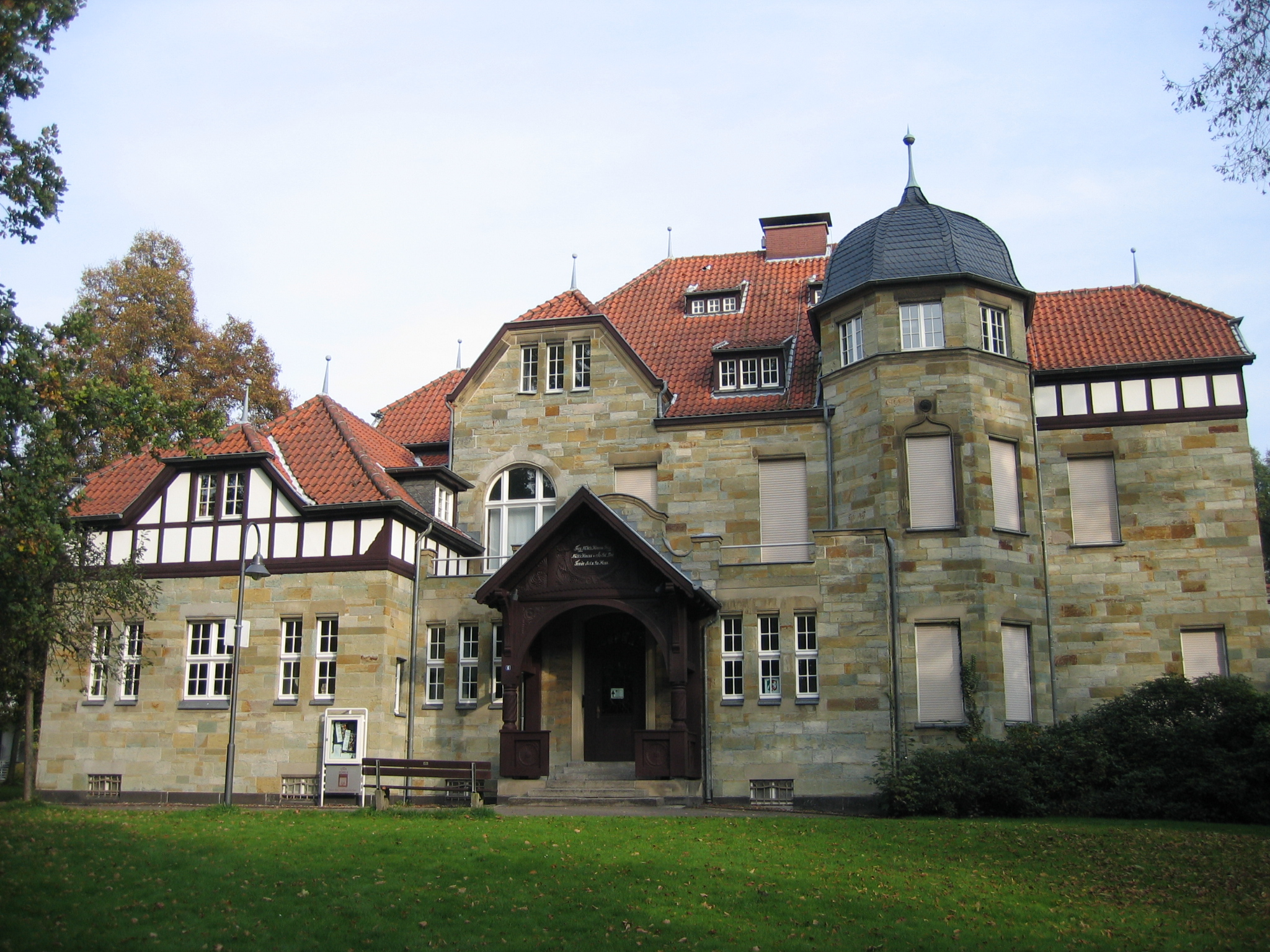
La Villa Römer

Una manifattura di colore rosso indiano venne fondata nel 1860 da Albert Römer, attiva fino alla grande depressione del 1930. Un altro impianto di tintura fu fondato dalla famiglia di imprenditori Schoeller, conosciuto nel 1914 con il nome di Schusterinsel. Nel 1872 una fabbrica di dinamite e nel 1893 una chimica vennero costruite sul ponte Wupper; i proprietari svolsero un ruolo importante nella città promuovendo progetti pubblici, sostenendo i bisognosi e impegnandosi in attività sia politiche sia religiose. La Villa Römer, una villa ricavata da una fabbrica edificata dal figlio di Albert Römer, esiste ancor oggi ed è utilizzata come museo storico cittadino. Degli opifici del XIX secolo nel territorio di Opladen, è rimasta in funzione soltanto una filiale dello stabilimento chimico SKF.

## Infrastrutture e trasporti
Opladen è situata 15 km a nord-est di Colonia, lungo la linea ferroviaria Gruiten–Colonia-Deutz. Vi passa anche l'autostrada nazionale A3.